# Maximilian Diehle
Maximilian Diehle (* 7. Februar 1997 in Berlin) ist ein deutscher Schauspieler.

## Leben
Maximilian Diehle sammelte erste Bühnenerfahrungen im Grundschultheater.
Seit der Spielzeit 2014/2015 ist Diehle regelmäßig im Schlosspark Theater Berlin zu sehen. Zeitgleich übernahm er erste Film- und Fernsehrollen.

In der Spielzeit 2015/2016 spielte Maximilian Diehle im Jungen Schauspiel der Deutschen Oper Berlin und der Volksbühne Berlin.
Er war Mitglied im Jungen Ensemble der Schaubühne am Lehniner Platz und der Neuköllner Oper Berlin.
Seit der Spielzeit 2016/2017 ist Maximilian Diehle in der Rolle des Peter in Katzelmacher (Regie: Jessica Glause) als Gast am Deutschen Theater Berlin verpflichtet.
Ab April 2018 studiert er Schauspiel an der Universität der Künste Berlin.
Bis zu seinem 16. Lebensjahr betrieb Diehle intensiv Reitsport, er lebt in Berlin.

## Filmografie (Auswahl)
- 2014: Die Schmutzkampagne
- 2014: Leben auf Rädern
- 2015: ZDF XY-Preisfilm
- 2016: Mallorca für Streber
- 2016: König Laurin
- 2016: Bibi & Tina: Mädchen gegen Jungs
- 2017: Katharina Luther
- 2017: Streamers (Serienpilot)
- 2018: Streamers
- 2018: Dogs of Berlin
- 2019: Notruf Hafenkante – Entführt
- 2020: Freaks – Du bist eine von uns
- 2020: Das Damengambit (The Queen’s Gambit , Fernsehserie, 1 Folge)
- 2022: Höllgrund